# تششمه حاجغه شيرزادي (مقاطعة غيلانغرب)
تششمه‌حاجغه‌شيرزادي (بالفارسية: چشمه‌حاجگه‌شیرزادی) هي قرية تقع في كرمانشاه في إيران. يقدر عدد سكانها بـ 75 نسمة بحسب إحصاء 2016.